# Южни миноги
Южните миноги (Mordacia) са род ранни безчелюстни риби, единственият в семейство Mordaciidae.
Таксонът е описан за пръв път от Джон Едуард Грей през 1851 година.

## Видове
- Mordacia lapicida
- Mordacia mordax
- Mordacia praecox – Свободноживееща сладководна минога